# Jurijus Veklenko
Jurijus Veklenko, znan tudi Jurij Veklenko, litovski pevec, *6. julij 1990.

## Kariera
Veklenko je nastopil na Pesmi Evrovizije 2015 kot eden od spremljevalnih pevcev Monike Linkytė in Vaidasa Baumile.
Leta 2017 je bil Veklenko glavni vokalist za Lolita Zero v njenem nastopu na litvanskem nacionalnem izboru s pesmijo »Get Frighten«.
Jurij Veklenko je leta 2019 zmagal na litovsem nacionalnem evrovizijskem izboru s pesmijo »Run with the Lions« in zastopal svojo državo na Pesmi Evrovizije 2019 v Tel Avivu. Nastopil je v drugem polfinalu in se z 93 točkami uvrstil na 11. mesto ter za 1 točko zgrešil finale.
Veklenko dela za veliko inženirsko podjetje, večinoma na področju informacijske tehnologije. Po rodu je Ukrajinec. 

## Diskografija

### Album
- »Mano Sapnuose« (2019)

### Pesmi
- »Kartais« (2018)
- »Run with the Lions« (2019)
- »Skirtingi Pasauliai« (skupaj s Inga Jankauskaitė, 2019)